# Новокрасивский
Новокрасивский  (Ново-Красивский, Новая Красавка) — упразднённый посёлок в Башмаковском районе Пензенской области. Входил в состав Бояровского сельсовета. Ликвидирован в 2001 г.

## География
Располагался в 7 км к югу от села Каменка.

## История
Основан в 1922 г. В 1926 г. – пос. Ново-Красивский Пичаевской укрупненной волости Моршанского уезда Тамбовской губернии, 35 дворов. В 1939, 1955 гг. – в составе Громовского сельсовета Соседского района, Куйбышевское отделение совхоза имени Сталина (1955 г.). В 1959 г. – не существовал. Фактически прекратил существование между 1989 и 1996 гг. .

## Население
Динамика численности населения села:
| Год             | 1926 | 1939 | 1959 | 1979 | 1989 |
| --------------- | ---- | ---- | ---- | ---- | ---- |
| Население, чел. | 164  | 103  | 80   | 12   | 2    |

Опустел в начале 1990-х годов.